# 福运锹甲
福运锹甲（学名：Lucanus fortunei）也作幸运深山锹、幸运锹甲，锹甲科（锹形虫科）锹甲属（深山鍬形蟲屬）的一种，分布于中国中南部地区，为中国特有种。种小名源自本种模式标本的采集者、英国植物学家罗伯特·福琼（Robert Fortune）的姓氏。
本种2023年被收录入中国《有重要生态、科学、社会价值的陆生野生动物名录》。

## 形态特征
雄虫体长40毫米左右，身体呈深栗色，头部呈长方形，明显比前胸宽。雌虫头部较小，近方形，具有刻点。